# Tàngara gorjaverda
La tàngara gorjaverda (Stilpnia argyrofenges) és un ocell de la família dels tràupids (Thraupidae).

## Hàbitat i distribució
Habita la selva pluvial dels Andes a l'est del Perú i centre de Bolívia.